# 朝倉恭子
朝倉 恭子（あさくら きょうこ、生年不詳 - ）は、日本の女性作詞家である。

## 来歴
1986年
10月、やしきたかじんの6th.アルバム『For You〜やっぱ好きやねん〜』に「トワイライト・ジェラシー」を提供する。11月、上田浩恵の2nd.アルバム『blew』に「もうすぐSUNSET」を提供する。

## 提供したアーティスト・作品

### あ行
- 上田浩恵
  - 「もうすぐSUNSET」（2nd.アルバム『blew』収録曲。1986年11月21日LP。）

### や行
- やしきたかじん
  - 「トワイライト・ジェラシー」（6th.アルバム『For You〜やっぱ好きやねん〜』収録曲。1986年10月21日LP。）